# Ombre sull'erba
Ombre sull'erba è un romanzo scritto da Karen Blixen nel 1960.

## Edizioni
- Karen Blixen, Ombre sull'erba, traduzione di Silvia Gariglio, Adelphi, Milano 1985